# Sorghastrum pogonostachyum
Sorghastrum pogonostachyum är en gräsart som först beskrevs av Otto Stapf, och fick sitt nu gällande namn av Clayton. Sorghastrum pogonostachyum ingår i släktet Sorghastrum och familjen gräs. Inga underarter finns listade i Catalogue of Life.